# Körperschema
Ein Körperschema ist eine Vorstellung vom eigenen Körper hinsichtlich seiner räumlichen Ausdehnung und Lage im Raum. Sie kann somit auch als „Orientierung am eigenen Körper“ beschrieben werden, wie dies der Erstbeschreiber Arnold Pick 1908 tat. Bereits 1905 schlug Pierre Bonnier den Begriff „Aschématie“ für bestimmte zönästhetische Störungen vor. Die Orientierung am eigenen Körper ändert sich entsprechend den Informationen aus Körper und Umwelt. Solche Informationen kommen durch verschiedenste sensible und sensorische Reize aus der Peripherie des Körpers zustande (Propriozeption), haben jedoch schließlich einen von sensiblen oder sensorischen Reizen unabhängigen Vorstellungscharakter, das heißt, sie sind – im Gegensatz zu Wahrnehmungen – oft ohne scharfes Gegenstandsbewusstsein. Damit ist das Körperschema phänomenologisch eher der Gruppe der Vorstellungen als derjenigen der Wahrnehmungen zuzurechnen. Die körperliche Orientierung wird selbstverständlich auch durch soziale Informationen, so unter anderem auch durch Namensgebung der Körperteile oder Anerkennung und Zuschreibung vermittelt. Auch soziale bzw. lebensgeschichtliche Faktoren sind dabei bestimmend (agnostische und amnestische Störungen des Körperschemas).
Der Begriff Körperschema leitet sich her aus altgriechisch schèma (σχήμα) = a) Körperhaltung; Stellung; Gebärde; Miene, Art und Weise, sich zu benehmen; Anstand; b) Außenseite; Gestalt; Form; Aufzug; Tracht; Plan; c) Beschaffenheit; Lage; Verhältnis; Zustand; Standpunkt; d) Verfassung des Staats; e) Wortform; Redefigur.

## Definitionen
Nach Karl Jaspers gehört das Körperschema zum daseinsphilosophisch interpretierten Leibbewusstsein. Das Körperschema ist mit der Anschauung des Raumbildes, das wir von uns haben, zu beschreiben. Jaspers unterscheidet sinnliche Wahrnehmungen von Vorstellungen
- durch die Bildhaftigkeit der Vorstellung gegenüber der Leibhaftigkeit der Wahrnehmung
- durch die Erscheinung der Vorstellung im inneren Vorstellungsraum gegenüber der Wahrnehmung im äußeren objektiven Raum
- durch die unbestimmte und unvollständige Zeichnung der Vorstellung gegenüber der bestimmten und vollständigen Zeichnung der Wahrnehmung in allen Details
- durch die manchmal nicht adäquate Repräsentanz von Vorstellungen gegenüber der sinnlichen Frische von Wahrnehmungen
- durch die Unbeständigkeit zerflatternder und zerfließender Vorstellungen gegenüber der Konstanz und Reproduzierbarkeit von Wahrnehmungen
- durch die Aktivität von Vorstellungen gegenüber der teilweisen Passivität von Wahrnehmungen. Spontaneität der Vorstellungen durch aktive Willensentscheidung und Gefühlsregung, vgl. a. Subjekt-Objekt-Spaltung.[4]

Wissenschaftlich beschrieben haben das Körperschema Arnold Pick (1908), Paul Schilder (1923) und Henry Head (1926).
Der Begriff des Körperschemas liegt aber auch einer Reihe von esoterischen Anschauungen zugrunde, wie z. B. dem Enneagramm oder der Chakrenlehre. Das Körperschema beschränkt sich beim Enneagram auf die sogenannten Körperzentren wie Kopf, Herz und Bauch, bei der Chakrenlehre ist es auf insgesamt sieben Körperabschnitte ausgedehnt. Ausschlaggebend ist bei diesen Theorien die psychophysische Korrelation.

## Anatomie, Physiologie, Psychologie
Das Wechselspiel zwischen Wahrnehmung von Außenwelt und Körperwelt ist ein grundlegendes menschliches Spannungsfeld (Abb. 1), das nicht nur in Anatomie und Physiologie, sondern auch in der Psychologie von Bedeutung ist, vgl. auch die begrifflichen Gegensätze der Exterozeption und Propriozeption sowie der Extraversion und Introversion.
Am gegenständlich präverbalen Erkennungsprozess sind beide Hirnhälften beteiligt. Deshalb kann auch die Schädigung einer Hirnhälfte zu gnostischen Störungen sowohl für die gegenständliche Umwelt als auch für Teile des eigenen Körpers führen. Mit der Sprachentwicklung und der Kommunikation durch gesprochene und geschriebene Symbole wird eine Hirnhälfte dominant. Dieser sprachdominanten Hirnhälfte ist das Erkennen und Äußern von Symbolen ausschließlich vorbehalten. Das von ihr entwickelte Körperschema bleibt auch nach Verlust eines Gliedes als Ganzes bestehen.
Aufgrund der anatomisch nachweisbaren somatotopischen Gliederung der sensomotorischen Rindengebiete des Gehirns stellt sich die Frage, ob die zerebrale Integrationsleistung, die als Voraussetzung für ein intaktes Körperschema angenommen werden muss, in Analogie zu der sensomotorischen auch als autotopischer Homunculus bezeichnet (Abb. 2) und nachgewiesen werden kann. Diese Integrationsleistung ist vielfach an die höchsten Zentren der Hirnrinde gebunden. Bereits die primären rezeptiven (sensiblen) Rindenfelder (Primärfelder, Primäre Rindenfelder) in welche die sensibel-motorischen Reize aus der Peripherie projiziert und welche dort zuerst verarbeitet werden, stellen „gewissermaßen ein verkleinertes, aus Hirnsubstanz bestehendes Modell bestimmter peripherer Körperregionen“ dar. Diese Aufgabe der Integration und Koordination erfolgt jedoch offenbar in drei verschiedenen Stufen von den Primärfeldern bis hin zu den tertiären Assoziationsfeldern der dominanten Hemisphäre (Areae 39 und 40 sowie wahrscheinlich auch Area 37). Bei der Klärung der Frage, ob auch für das Körperschema ein gegliedertes somatotopisches Substrat besteht, sind eher gewisse Zweifel angebracht. Es bestehen Gründe für die Annahme, dass es sich hier um ein rein funktionelles Zusammenspiel der verschiedenen nicht topisch gegliederten Hirnfelder handelt, da diese Funktion bereits bei Übermüdung gestört sein kann. Auch die späte lebensgeschichtliche Ausreifung der Areae 37, 39 und 40 spricht für diese Annahme. Das Roche-Lexikon Medizin bezeichnet die Körperfühlsphäre (sensible Rinde) als teilweise somatotopisch gegliedert, da auch die Verbindungen zu dem (primären) somatotopisch und segmental gegliederten Rindenfeld des Gyrus postcentralis berücksichtigt werden müssen. Gleichwohl kommt es bei Herden in der (rechten) dominanten Parietalregion zu einer Nichtbeachtung der linken Körperhälfte (Neglect). Der Kranke nimmt dann z. B. nicht die Lähmung seiner linksseitigen Gliedmaßen oder auch eine Blindheit wahr (Anosognosie, Antonsches Syndrom). Auch ohne Lähmung können ausgeprägte neuropsychologische Störungen auftreten. Ähnliche Beobachtungen können auch bei den Ich-Störungen (z. B. Depersonalisation) festgestellt werden. Es gibt offenbar auch hier für die Repräsentanz eines von der Psychologie geforderten Ichs zwar lokalisatorische neuronale Hinweise, jedoch kein spezielles Hirnzentrum, da diese Aufgaben offenbar zu differenziert und vielfältig sind.

Abb. 2. Homunculus: Aufteilung motorischer/sensorischer Cortex

## Störungen des Körperschemas
Beim Ausfall peripherer Informationen, z. B. aufgrund von Lähmungen oder Amputation von Gliedmaßen, sind Körperschemastörungen häufig und auch mit anderen Störungen verbunden, so zum Beispiel mit agnostischen Störungen wie bei der Anosognosie oder mit Phantomschmerzen. Störungen des Körperschemas werden auch als Autotopagnosie oder verkürzt als Autopagnosie bezeichnet. Diese Störungen können auch als Herdsymptome bei Schädigungen im Bereich der Assoziationsgebiete auftreten. Störungen des Körperschemas sind häufig mit apraktischen und agnostischen sprachlichen Ausfällen verbunden und beruhen somit oft auf einer Schädigung der dominanten Hirnhälfte, die für die sprachgnostischen und sprachpraktischen Leistungen mehr oder weniger ausschließlich zuständig ist. Klinisch geprüft wird das Körperschema durch sprachliche Zuordnung der Namen von Körperabschnitten und als Bewegungsgeschicklichkeit.
Der Fall des Ian Waterman ist beispielhaft für die Störung des Körperschemas durch den Verlust der Propriozeptoren: Ian Waterman war 19 Jahre alt, als er an einer Virusinfektion erkrankte, welche die Bildung von körpereigenen Antikörpern zur Folge hatte. Diese Antikörper griffen die propriozeptiven Nervenzellen an, was zu einer irreversiblen Zerstörung der Propriozeptoren führte, welche man akutes sensorisches Neuropathie-Syndrom nennt. Dieses Syndrom führte bei ihm zu einem Gefühl der Körperlosigkeit, sein Schmerz- und Temperaturempfinden blieb jedoch unbeeinträchtigt. Er war nicht mehr zu automatisierten Bewegungsprozessen fähig, jegliche Bewegungsprozesse musste er bewusst und kontrolliert durch seinen visuellen Input steuern. Weltweit sind von diesem Syndrom nur eine Handvoll Fälle bekannt, der des Ian Waterman insofern bemerkenswert, als er der Einzige ist, der es geschafft hat, ein weitgehend selbstständiges Leben zu führen.
Aufgrund analoger Betrachtung wird der Begriff des Körperschemas zur Veranschaulichung psychischer Störungen wie Hypochondrie oder Depersonalisation gebraucht. Diese Verwendung des Begriffs geht auf einen Vorschlag von Paul Schilder (1923) zurück. In dieser Betrachtung ist auch Selbstverletzendes Verhalten (SVV) ein häufiges Symptom für Störungen in der Wahrnehmung hinsichtlich des eigenen Körpers. In solchen Fällen werden verschiedene Formen der Psychotherapie angeboten, die medikamentös unterstützt werden kann.